# Serra dels Solans (Cabassers)
La Serra dels Solans és una serra situada al municipi de Cabassers a la comarca del Priorat, amb una elevació màxima de 561 metres.